# یوخاری نعمت‌آباد
یوخاری نعمت‌آباد (به لاتین: Yuxarı Nematətabad) یک منطقه مسکونی در جمهوری آذربایجان است که در شهرستان آق‌داش واقع شده است. یوخاری نعمت‌آباد ۷۹۵ نفر جمعیت دارد.